# Божко, Александра Михайловна
Алекса́ндра Миха́йловна Божко́ (1915, Нижняя Сыроватка, Харьковская губерния — неизвестно) — звеньевая по выращиванию пшеницы колхоза имени Луначарского Краснопольского района Сумской области, Украинская ССР.

## Биография
Родилась в 1915 году в селе Нижняя Сыроватка (ныне Сумского района Сумской области) в крестьянской семье. Украинка.
Работала в колхозе имени Луначарского Краснопольского района Сумской области. После освобождения Сумской области от немецко-фашистских захватчиков принимала участие в восстановлении колхоза. Возглавила звено по выращиванию пшеницы.
В течение нескольких лет получала наивысшие в районе урожаи пшеницы — свыше 30, 25 центнеров с гектара на площади 8 гектаров. Указом Президиума Верховного Совета СССР от 16 февраля 1948 года «за получение высоких урожаев пшеницы, ржи, кукурузы и сахарной свеклы, при выполнении колхозом обязательных поставок и натуроплаты за работу МТС в 1947 году и обеспеченности семенами зерновых культур для весеннего сева 1948 года» удостоена звания Героя Социалистического Труда с вручением ордена Ленина и золотой медали «Серп и Молот».

## Память
Божко А. М. принимала участие в документальном фильме — Радянська Україна. Кіножурнал, березень 1948, № 13. Арх. № 442. Укркінохроніка.